# Joseph John Thomson

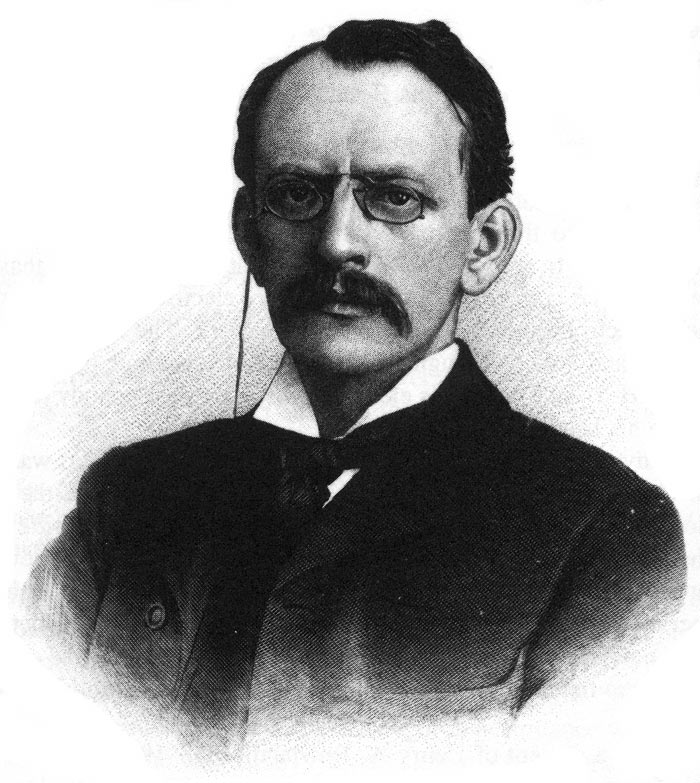
Sir Joseph John Thomson

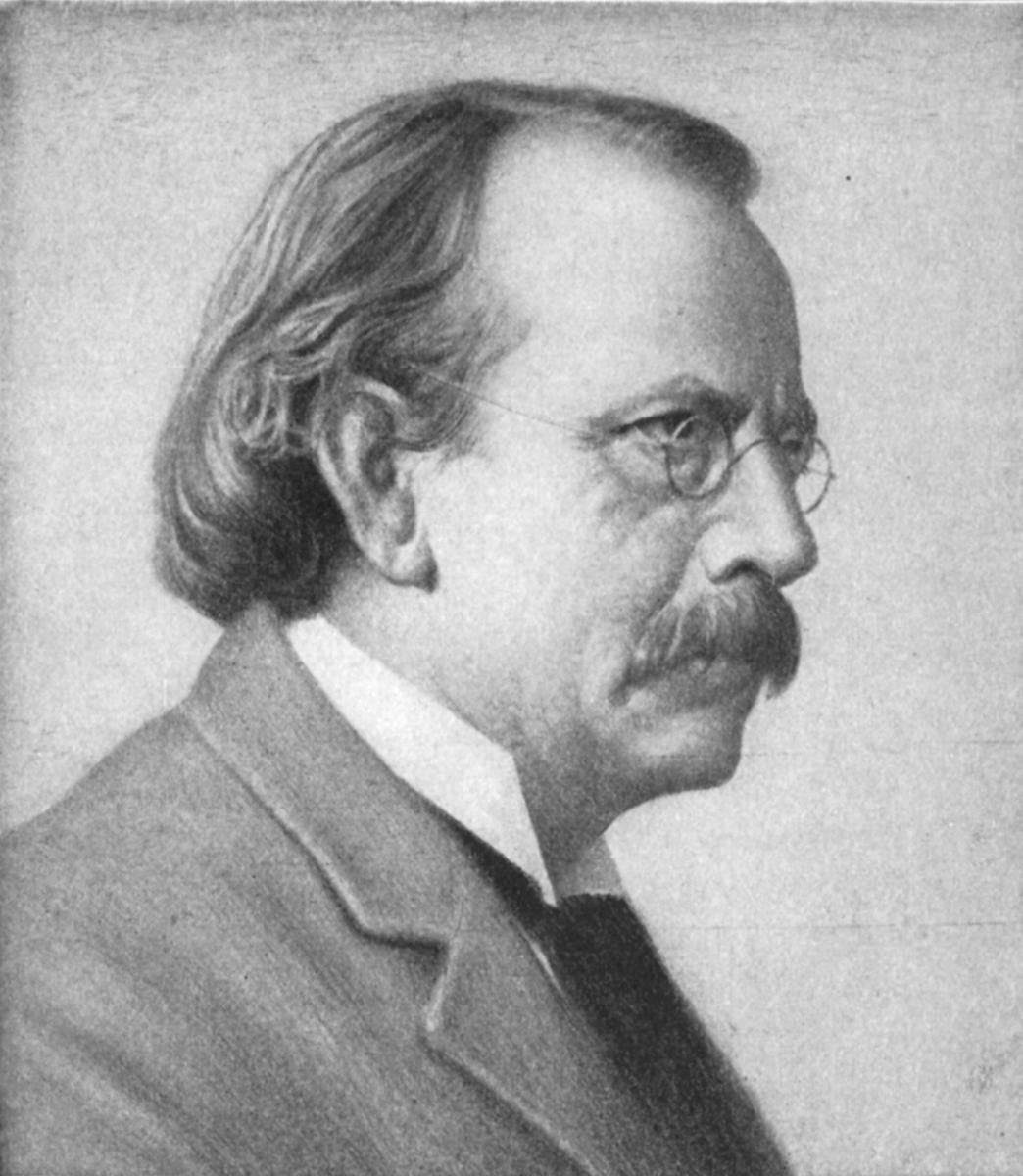
Profilansicht

Sir Joseph John Thomson OM (häufig auch J. J. Thomson; * 18. Dezember 1856 in Cheetham Hill bei Manchester; † 30. August 1940 in Cambridge) war ein britischer Physiker und Nobelpreisträger für Physik. Er entdeckte 1897 – etwa zeitgleich mit dem deutschen Physiker Emil Wiechert – das Elektron.

## Leben
Joseph John Thomson wurde am 18. Dezember 1856 als Sohn schottischer Eltern in Cheetham Hill, nahe Manchester, geboren. Sein Vater hatte ein Antiquariat. Er besuchte ab 1870 das Owen College in Manchester, das ihm eine gute naturwissenschaftliche Ausbildung verschaffte. Nach dem Willen der Eltern sollte er Ingenieur werden und in einer Lokomotivfabrik lernen. Nach dem Tod des Vaters 1873 wurde Thomson Halbwaise und diese Pläne zerschlugen sich, da die finanziellen Mittel dazu fehlten. Ab 1876 studierte er am Trinity College der University of Cambridge Mathematik und Physik mit dem Abschluss als Second Wrangler in den Tripos-Prüfungen in Mathematik 1880 (entsprechend dem Bachelor-Abschluss). Auch beim Wettbewerb um den Smith Prize, den er 1880 erhielt, schnitt er als Zweiter ab. 1883 folgte der Master-Abschluss, gleichzeitig gewann er 1882 den Adams Prize. 1884 erhielt er die angesehene Cavendish-Professur für Physik in Cambridge, die vorher John William Strutt, 3. Baron Rayleigh, innehatte.
Am 22. Januar 1890 heiratete er Rose Elizabeth Paget (1860–1951), die Tochter des Medizinprofessors George Edward Paget (1809–1892) und eine der ersten Forscherinnen am Cavendish-Laboratorium. Sie hatten zwei Kinder, Joan Paget Thomson und George Paget Thomson, ein weiterer Nobelpreisträger. Thomson selbst wurde als tollpatschig beschrieben. Er überwachte die Experimente und gab Anweisungen. Seine Assistenten und Schüler versuchten jedoch, ihn von der Durchführung der Experimente fernzuhalten. Einer seiner Schüler war Ernest Rutherford, der später einen Nobelpreis für Chemie erhalten sollte.
Von 1918 bis zu seinem Tod im Jahr 1940 war er Leiter des Trinity College und von 1916 bis 1920 Präsident der Royal Society. Thomsons Asche wurde in der Westminster Abbey (in der Nähe von Sir Isaac Newton) bestattet.

## Werk

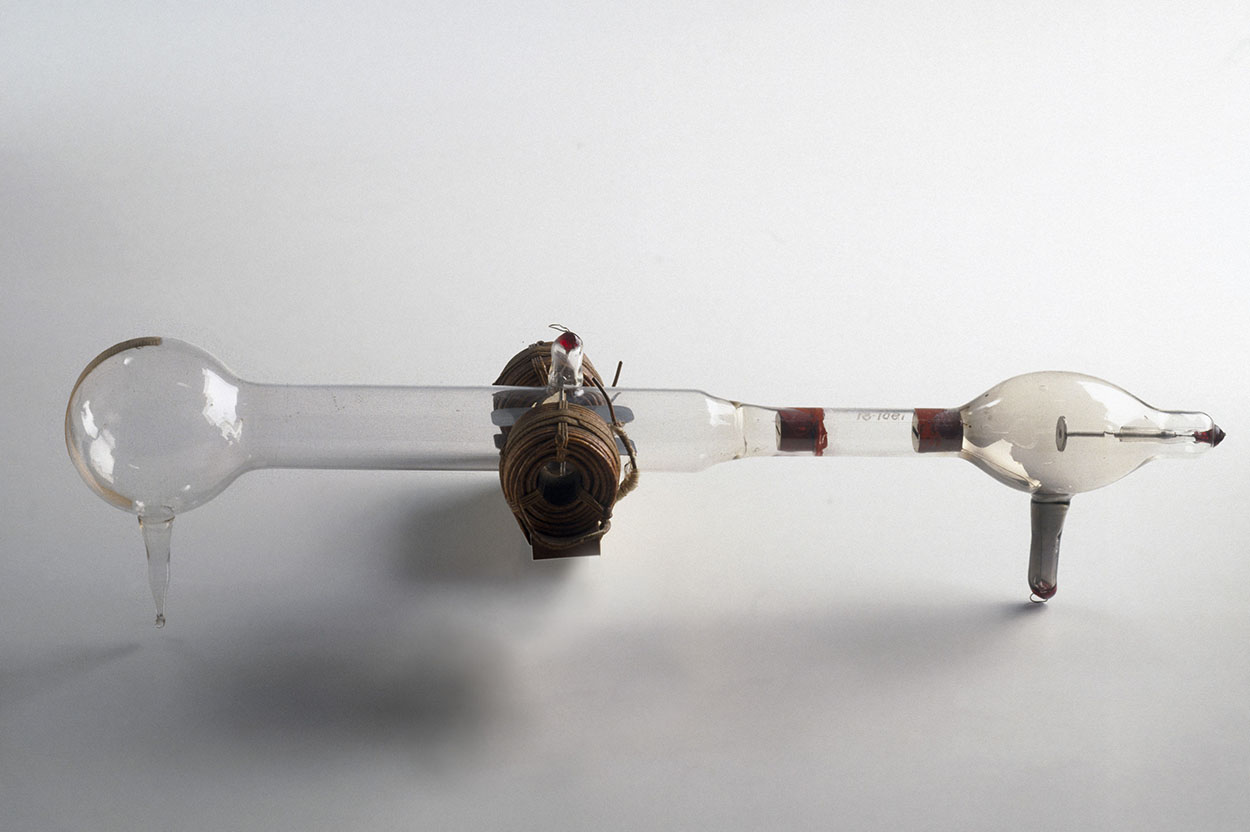
Eine Kathodenstrahlröhre, mit der Thomson der experimentelle Nachweis des Elektrons gelang

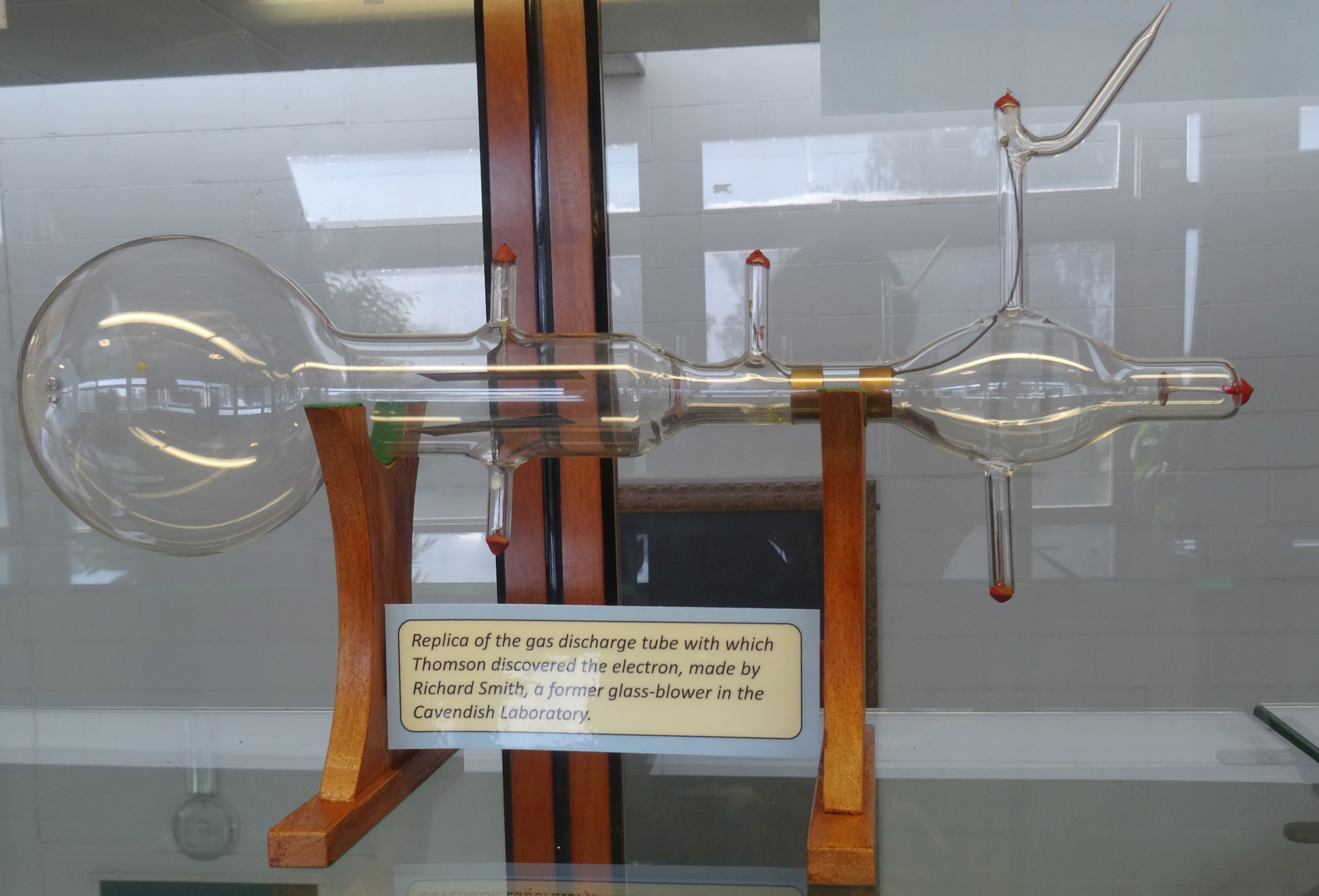
Eine Gasentladungsröhre, wie sie Thomson zum Elektronennachweis benutzte.

Thomson war (zusammen mit John Henry Poynting, George Francis FitzGerald, Oliver Heaviside und Joseph Larmor) einer derjenigen, welche die Elektrodynamik von James Clerk Maxwell weiterentwickelten. 1880 leitete er (allerdings nur annähernd) die Lorentz-Kraft ab. 1881 untersuchte er das Verhalten von bewegten Ladungen und führte dabei das Konzept der elektromagnetischen Masse ein; d. h., er entdeckte, dass die elektromagnetische Energie sich so verhält, als ob sie die Masse eines Körpers vergrößerte. 1893 konnte Thomson den mit der elektromagnetischen Energie verbundenen Impuls herleiten.
Durch Untersuchung der Kathodenstrahlung gelang Thomson 1897 der experimentelle Nachweis für die von George Johnstone Stoney bereits 1874 vorhergesagte Existenz des Elektrons (wobei das Elektron bereits ab 1892 eine grundlegende Rolle in den Theorien von Hendrik Antoon Lorentz und Joseph Larmor spielte). Thomson konnte auch nachweisen, dass bewegte Elektronen sich durch ein Magnetfeld ablenken ließen, was von Heinrich Hertz zuvor bestritten worden war. Thomson verfügte jedoch mittlerweile über bessere Vakuumpumpen, sodass er mit deutlich geringerem Druck in seiner Kathodenstrahlröhre arbeiten konnte.
Dies war die erste Entdeckung eines subatomaren Teilchens, und Thomson wurde 1906 für unter anderem diese Entdeckung mit dem Physik-Nobelpreis geehrt. Darauf basierend entwickelte Thomson das Thomsonsche Atommodell (auch „Rosinenkuchen-“ oder „Plumpudding-Modell“), wonach die sehr kleinen und leichten Elektronen im Inneren der Atome eingebettet seien wie Rosinen in einem Kuchenteig. 1906 konnte Thomson richtigerweise zeigen, dass das Wasserstoffatom genau ein Elektron enthält. Sein Atommodell wurde jedoch später von Ernest Rutherford widerlegt (Rutherfordscher Streuversuch) und durch das Rutherfordsche Atommodell ersetzt, in dem ein kleiner schwerer Kern mit positiver Ladung von einer leichten Hülle mit negativer Ladung umgeben ist.
1913 gelang Thomson bei Experimenten mit Kanalstrahlen der Nachweis, dass das chemische Element Neon ein Gemisch aus unterschiedlich schweren Atomen ist (in diesem Fall 20Ne und 22Ne). Daraus leitete u. a. Frederick Soddy die Theorie der Isotopie her. Auch zu der darauf folgenden Entwicklung der Massenspektrometrie hat Thomson wichtige Beiträge geleistet.

## Ehrungen
1884 wurde Thomson als Mitglied („Fellow“) in die Royal Society gewählt, die ihm 1894 die Royal Medal, 1902 die Hughes-Medaille und 1914 die Copley-Medaille verlieh. 1902 wurde er in die American Academy of Arts and Sciences gewählt, 1903 in die National Academy of Sciences und 1905 in die Royal Society of Edinburgh.
1906 wurde ihm für seine Forschungen an der elektrischen Leitfähigkeit von Gasen und der subatomaren Teilchen, welche den Strom leiten, der Nobelpreis für Physik verliehen. Thomson wurde 1908 zum Knight Bachelor geschlagen und 1912 in den Order of Merit aufgenommen. Seit 1907 war er korrespondierendes Mitglied der Bayerischen Akademie der Wissenschaften. 1911 wurde er zum auswärtigen Mitglied der Göttinger Akademie der Wissenschaften gewählt. Seit 1911 war er korrespondierendes und seit 1919 auswärtiges Mitglied der Académie des sciences. 1913 wurde er korrespondierendes und 1925 Ehrenmitglied der Russischen Akademie der Wissenschaften. Die Académie royale des Sciences, des Lettres et des Beaux-Arts de Belgique nahm ihn 1919 als assoziiertes Mitglied auf. Mount J. J. Thomson, ein Berg im ostantarktischen Viktorialand, trägt seinen Namen, ebenso der Mondkrater Thomson.

## Schriften
- Recollections and Reflections. G. Bell, London 1936 (online).